# Ozyptila simplex
Ozyptila simplex es una especie de araña cangrejo del género Ozyptila, familia Thomisidae.

## Distribución
Esta especie se encuentra en Europa, Turquía, Rusia (de Europa a Siberia Media) e Irán.